# Subway (film)
Pour les articles homonymes, voir Subway.
Pour plus de détails, voir Fiche technique et Distribution.
Subway est un film français réalisé par Luc Besson et sorti en 1985.
Le film met en scène Christophe Lambert dans le rôle de Fred, un homme poursuivi qui se réfugie dans les sous-sols  d'une gare parisienne. Avec le soutien de la RATP, le tournage s'est principalement déroulé à la gare d'Auber et à la station Opéra. Le film est un succès commercial en France avec 2,9 millions d'entrées.

## Synopsis
Après avoir dérobé des documents compromettants dans un coffre lors d'une soirée mondaine en banlieue, un homme nommé Fred se réfugie dans le métro parisien, pour échapper à ses poursuivants. Au sein de cet univers fascinant et agité, une impitoyable chasse à l'homme s'organise.
Enfermé en pleine nuit dans la gare, Fred parcourt les sous-sols du métro. Il y découvre un monde en réalité plein de vie avec ses habitants nocturnes, entre marginalité et de culture punk. Il rencontre notamment Jean-Louis, un jeune toujours en patins à roulettes, ainsi qu'un étrange batteur qui passe ses journées à taper avec ses baguettes. Fred croise également un fleuriste. Chacun évolue dans son coin. Fred décide de les réunir et de les inciter à former un groupe. Ils vont cependant devoir échapper en permanence aux forces de l'ordre, menées par le commissaire Gesberg, notamment les inspecteurs Batman et Robin. Batman est déterminé à appréhender le roller, qui détrousse les usagers chaque jour. Au fur et à mesure, d'étranges liens se tissent entre Fred et la femme de sa victime, Héléna Kerman.

## Fiche technique
Sauf indication contraire, les informations mentionnées dans cette section peuvent être confirmées par les bases de données cinématographiques IMDb et Allociné,  présentes dans la section « Liens externes ».
- Réalisation : Luc Besson
  - Assistants réalisateur : Didier Grousset et Patrick Alessandrin
- Scénario : Luc Besson, Pierre Jolivet, Alain Le Henry, Marc Perrier et Sophie Schmit
  - Dialogues : Luc Besson et Marc Perrier
- Musique : Éric Serra
- Photographie : Carlo Varini
- Décors : Alexandre Trauner
- Costumes : Martine Rapin (Yves Saint Laurent pour les tenues portées par Isabelle Adjani[1])
- Son : Gérard Lamps, Harald Maury, Luc Perini, Harrick Maury
- Montage : Sophie Schmit
- Régie : Éliane André, Bruno François-Boucher
- Cascades : Daniel Verite, Roland Neunreuther, Laurent Cazala
- Production : Luc Besson, François Ruggieri
  - Production déléguée : Louis Duchesne
- Sociétés de production : Les Films du Loup, TSF Productions, Gaumont et TF1 Films Production
- Distribution : Gaumont (France)
- Pays de production :  France
- Langue originale : français
- Format d'image : couleur - 2.35:1  - 35 mm - Dolby Stéréo
- Genre : thriller, comédie dramatique, policier
- Durée : 104 minutes (version originale française) ou 98 minutes (version américaine)
- Dates de sortie[2] :
  - France : 10 avril 1985
  - États-Unis : 6 novembre 1985
- Classification[3] :
  - France : tous publics
  - États-Unis : R - Restricted

## Distribution
- Isabelle Adjani : Héléna Kerman
- Christophe Lambert : Fred
- Richard Bohringer : le fleuriste
- Michel Galabru : le commissaire Gesberg
- Jean-Hugues Anglade : Jean-Louis, le « Roller »
- Jean-Pierre Bacri : l'inspecteur Batman
- Jean Bouise : le chef de station
- Jean Reno : le batteur
- Alain Guillard : le saxophoniste
- Constantin Alexandrov : Raymond Kerman, le mari d'Héléna
- Jean-Claude Lecas : l'inspecteur Robin
- Michel D'Oz : le guitariste
- Éric Serra : Erico, le bassiste
- Arthur Simms : Paul, le chanteur
- Guy Laporte : le barman
- Jimmy Blanche : le percussionniste
- Christian Gomba : « Gros Bill »
- Pierre-Ange Le Pogam : Jean
- Benoît Régent : le vendeur de musique
- Isabelle Sadoyan : la femme du préfet
- Bernard Pollak : le préfet
- Brigitte Chamarande : la fille du préfet
- Jacky Jackubowicz, Arnold Walter et Martine Rapin : les invités du préfet
- Catherine Luton : la femme au sac dérobé
- Francis Lemonnier : le chef d'orchestre
- Marie Vincent : l'habilleuse
- Dominique Hennequin : l'ingénieur du son
- Jean-Luc Miesch : un agent de la RATP
- François Ruggieri : l'homme distingué
- Luc Besson : un conducteur de train du RER B (caméo, non crédité)

## Production

### Genèse et développement
Luc Besson développe les prémices du scénario au début des années 1980, alors qu'il squatte chez Pierre Jolivet. Après avoir tourné son court-métrage L'Avant-dernier (1981), Luc Besson retravaille le script avec Pierre Jolivet. Le cinéaste démarche alors des producteurs. Il se fait alors connaître chez Gaumont grâce à Marie-Christine de Montbrial, qui l'a découvert avec L'Avant-dernier. Mais le projet ne se concrétise pas. Déçu, Besson décide sur les conseils d'une connaissance d'adapter son court-métrage en long-métrage. Son premier long-métrage sera donc Le Dernier Combat (1983). Le film sera ensuite projeté devant certains cadres de Gaumont, grâce à Marie-Christine de Montbrial. Le film séduit le directeur général du studio, Daniel Toscan du Plantier, qui demande alors ce que Luc Besson a prévu ensuite. Ce dernier lui parle brièvement de Subway. Daniel Toscan du Plantier est d'emblée partant et souhaite que Gaumont le produise. Après avoir écrit plusieurs versions du scénario, Luc Besson n'est toujours pas satisfait. Sur les conseils d'Alexandre Arcady, il le réécrit avec l'aide d'Alain Le Henry. Marc Perrier et Sophie Schmit sont également crédités au générique pour leur participation au scénario. Cette dernière, qui a un temps été la compagne du réalisateur, officie également comme monteuse.
Alors que le projet avance, Gaumont connaît de nombreux problèmes financiers. Alors que plusieurs films sont annulés, Subway voit son budget passer de 22 à 14 millions de francs.
La RATP demandera de nombreuses réécritures avant de donner son autorisation. Plusieurs changements ne seront finalement pas appliqués et cachés à la RATP,.

### Attribution des rôles
Au tout début du développement du film, Luc Besson envisage François Cluzet pour le rôle principal, mais Gaumont ne le trouve pas assez connu.
Pour le rôle féminin principal, Luc Besson envisage l'actrice britannique Charlotte Rampling, alors très populaire. L'actrice insistera pour que son compagnon de l'époque Jean-Michel Jarre compose la musique mais Luc Besson reste fidèle à Éric Serra. Pour le rôle masculin principal, Luc Besson s'est inspiré de Sting, leader du groupe The Police. Un ami lui conseille de l'engager. Après avoir vu une copie du Dernier Combat, Sting accepte et est enthousiaste. Finalement, Charlotte Rampling est trop indécise et Luc Besson propose le rôle à Isabelle Adjani, dont il vient de réaliser le clip de Pull marine. Séduite par le script, l'actrice française accepte très rapidement. La participation de Sting est cependant remise en cause en raison des dates de sa tournée mondiale. Luc Besson pense à nouveau à François Cluzet, avec qui Isabelle Adjani vient de tourner L'Été meurtrier (1983). Mais en raison du style novateur du film, l'actrice suggère un duo inédit et d'engager un acteur inconnu. Par l'intermédiaire de l'agent d'Isabelle Adjani, Luc Besson rencontre Christophe Lambert. Inconnu du grand public, l'acteur franco-américain vient d'achever le tournage de Greystoke, la légende de Tarzan, qui n'est pas encore sorti. L'acteur et Luc Besson « accrochent » très vite et signent très rapidement le contrat.
Le rôle du commissaire Gesberg est proposé à Michel Galabru, que Luc Besson a rencontré sur le tournage de Les Bidasses aux grandes manœuvres (1981) sur lequel il est assistant-réalisateur. Quant à Jean-Pierre Bacri, Luc Besson l'a rencontré lors du tournage du Grand Carnaval (1983) d'Alexandre Arcady,.
Luc Besson apparaît brièvement dans le rôle du conducteur d'un train du RER B, braqué par Richard Bohringer.
Le rôle du roller est initialement prévu pour Richard Anconina, que Luc Besson rencontre alors que l'acteur vit chez son ami Pierre Jolivet. Mais quelques années plus tard, alors que le film se concrétise, l'acteur trouve que le rôle est trop petit. C'est finalement Jean-Hugues Anglade qui est engagé, l'acteur ayant le même agent qu'Isabelle Adjani.
Pour le rôle du batteur, Luc Besson pense d'emblée à Jean Reno, qui a joué dans son court-métrage L'Avant-dernier (1981) et dans Le Dernier Combat (1983). Le réalisateur propose ensuite le rôle du bassiste à son ami et futur compositeur fétiche, Eric Serra, et celui du chanteur à Arthur Simms (rencontré lors du tournage du Grand Carnaval (1983) d'Alexandre Arcady). Pour le rôle du mari de Héléna, Luc Besson engage Constantin Alexandrov, un homme d'affaires d'origine russe qui avait en partie financé son premier film, Le Dernier Combat (1983).

### Tournage

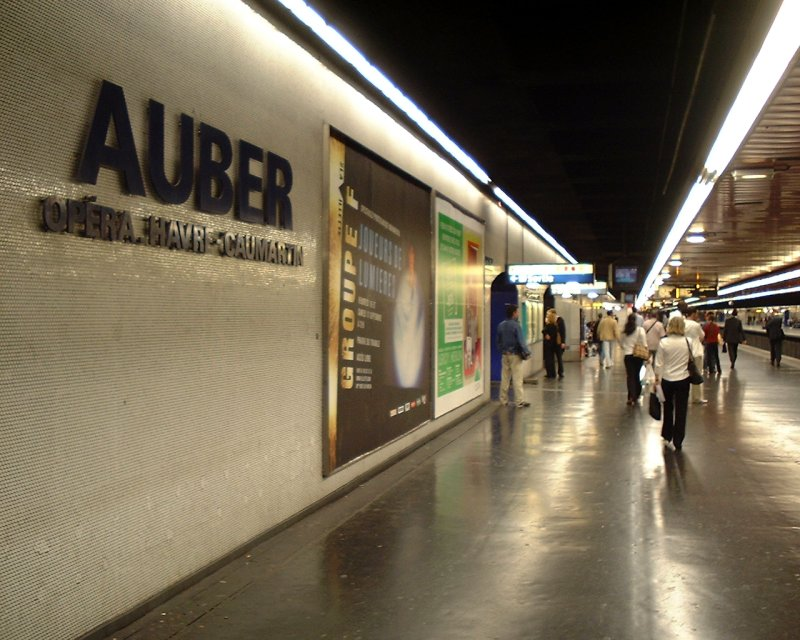
Un quai de la gare d'Auber, sur la ligne A du RER, qui a servi pour le tournage du film.

La RATP impose des horaires stricts, en dehors des heures de pointe, pour le tournage : de 9 h à 16 h et de 1 h à 5 h. Le tournage, qui se déroula principalement à la gare d'Auber et à la station Opéra, dura dix-neuf semaines. On reconnaît cependant d'autres gares du RER comme celles de Charles de Gaulle - Étoile, Châtelet - Les Halles, La Défense, Nation et d'autres stations de métro comme Porte de Versailles, Concorde, La Motte-Picquet - Grenelle ou Dupleix.
La séquence d'ouverture du film, la course-poursuite en voiture, est un hommage au film de 1971 French Connection, et la fin du film est vaguement basée sur celle du film de 1960 À bout de souffle.
Jean-Hugues Anglade est doublé pour les cascades en roller par Thierry Penot, champion du monde de roller de vitesse.
Subway est l'un des premiers films français à utiliser la Steadicam. L'équipe, dirigée par Laurent Cazala, a par ailleurs recours à plusieurs techniques pour les prises de vues. Un kart est ainsi utilisé pour filmer des plans du roller et de poursuite dans le métro,.

### Musique
La musique du film est composée par Éric Serra. Il retrouve Luc Besson après avoir officié sur le court-métrage L'Avant-dernier (1981) et sur Le Dernier Combat (1983).
Éric Serra sera récompensé par la Victoire de la meilleure musique du film en 1985 et par une nomination au César de la meilleure musique originale. La bande originale est également certifiée double disque d'or en France et s'écoule à 100 000 exemplaires en France. Éric Serra joue par ailleurs un petit rôle dans ce film, celui d'Enrico le bassiste, aux côtés de Jean Reno en batteur et du chanteur Arthur Simms.
La chanson A Lucky Guy de Rickie Lee Jones est utilisée durant la scène où Christophe Lambert, puis Jean-Hugues Anglade, dansent avec Isabelle Adjani. Elle n'apparaît cependant pas sur l'album de la bande originale.
Liste des titres
1. Subway (1 min 45 s)
2. Guns and People (3 min 53 s) (interprété par Arthur Simms[29]) (paroles : Corine Marienneau)
3. Burglary (2 min 30 s)
4. Masquerade (3 min 40 s)
5. Childhood Drama (2 min 17 s)
6. Man Y (2 min 30 s)
7. Congabass (1 min 32 s)
8. Song to Xavier (2 min 25 s)
9. Speedway (3 min 38 s)
10. It's Only Mystery (4 min 32 s) (interprété par Arthur Simms[30]) (paroles et musique : Corine Marienneau, Louis Bertignac, Éric Serra)
11. Drumskate (1 min 50 s)
12. Dolphin Dance (2 min 30 s)
13. Racked Animal (3 min 00 s)
14. Pretext (5 min 00 s)
15. Dark Passage II (1 min 05 s)

Crédits
- Éric Serra : compositeur, guitare basse, guitare, claviers, Composed By – Eric Serra
- Amaury Blanchard et François Laiseau : batterie
- Jean-Michel Kajdan, , Philippe Kalfon, Ramon Pipin : guitares
- Benoît Widemann et Patrick Gauthier : claviers    Keyboards – ,
- Eric Aerts et Sidney Thiam : percussions
- Alain Guillard : saxophone
- Jérôme Naulais : trombone
- Yvon Guillard : trompette
- Arthur Simms, Corine Marienneau et Valérie Barki : chant

## Accueil

### Critique
En 2013, dans sa critique du film, Guillaume Gas du site courte-focale.fr met en avant le casting de Subway (notamment la présence d’Isabelle Adjani mais surtout la prestation de Christophe Lambert, ainsi que celle des acteurs secondaires), des personnages forts et l’utilisation de la musique dans le film, mais parle cependant d'un scénario « assez minimaliste ». Il ajoute que le film : 

« contient déjà tout ce qui impressionne malgré tout dans le cinéma de Besson, à savoir une énergie interne assez inouïe, une façon de voir le cinéma moins comme l’illustration d’un scénario que comme un pur déversement de virtuosité (une chose qu’il a totalement oubliée par la suite), et surtout, un goût évident pour les atmosphères uniques qui, lorsqu’elles sont bien retranscrites, suffisent à forger la moelle épinière d’une œuvre de cinéma. Revoir le film au format Blu-Ray ne trompe d’ailleurs pas sur cette impression, le film ayant étonnamment bien vieilli. »

Il conclut que Subway « reste le premier vrai geste artistique de la filmographie de Besson, dont le succès aura permis à ce dernier de concrétiser son film le plus personnel ».
Dans le monde anglo-saxon, le film obtient sur le site agrégateur de critiques Rotten Tomatoes un score de 75 % d'avis favorables, sur la base de 8 critiques collectées et une note moyenne de 5,70 sur 10.
Dans sa critique du film en 1985, la journaliste Janet Maslin du New York Times fait l'éloge du « style visuel très énergique » de Subway, notant le « pur plaisir de mettre en scène des scènes domestiques, des intermèdes musicaux et des courses de patins à roulettes dans le métro » de Besson, mais ajoute que « [les] personnages et les situations [sont] si minces qu'ils pourraient tout aussi bien être pensés après coup ».

### Box-office
Le film est un succès en France lors de son exploitation en salles, avec 2 920 588 entrées dont 809 541 à Paris. C'est le 7e meilleur film de l'année au box-office français de 1985, et le 3e meilleur film français derrière Trois hommes et un couffin (10 251 465 entrées) et Les Spécialistes (5 319 542 entrées).
Sur le territoire américain, le film a une recette de 390 659 $.

## Distinctions
Le film obtient 13 nominations lors de la 11e cérémonie des César en 1986 et décroche 3 prix :
| Catégorie                             | Nomination          | Résultat   |
| ------------------------------------- | ------------------- | ---------- |
| Meilleur film                         | Luc Besson          | Nomination |
| Meilleur réalisateur                  | Luc Besson          | Nomination |
| Meilleur acteur                       | Christophe Lambert  | Lauréat    |
| Meilleure actrice                     | Isabelle Adjani     | Nomination |
| Meilleur acteur dans un second rôle   | Jean-Hugues Anglade | Nomination |
| Meilleur acteur dans un second rôle   | Jean-Pierre Bacri   | Nomination |
| Meilleur acteur dans un second rôle   | Michel Galabru      | Nomination |
| Meilleure musique écrite pour un film | Éric Serra          | Nomination |
| Meilleur décor                        | Alexandre Trauner   | Lauréat    |
| Meilleure photographie                | Carlo Varini        | Nomination |
| Meilleur son                          | Gérard Lamps        | Lauréat    |
| Meilleur montage                      | Sophie Schmit       | Nomination |
| Meilleure affiche                     | Bernard Bernhardt   | Nomination |

Le film est également nommé lors de la 39e cérémonie des British Academy Film Awards en 1986 pour le prix du meilleur film en langue étrangère et au Fantasporto 1987. La musique d'Éric Serra est quant à elle récompensée lors des Victoires de la musique 1985, dans la catégorie album de musique originale de cinéma ou de télévision.

## Postérité
La célèbre réplique « Police, menottes, prison ! » de Michel Galabru à Jean-Hugues Anglade, lors de l'arrestation de l'homme en roller, est reprise dans le film Polisse (2011) de Maïwenn.